# Ava Gardner
Ava Lavinia Gardner (ejtsd: éva ...) (Grabtown, Észak-Karolina, 1922. december 24. – London, 1990. január 25.) amerikai színésznő, korának egyik legnagyobb hollywoodi sztárja. Az Amerikai Filmintézet ma is a valaha élt legnagyobb sztárok között tartja számon.

## Családja
Egy dohányültetvényen nőtt fel hét gyerek legkisebbikeként. Anyja skót-ír származású baptista, apja ír-amerikai és tuszkaróra indián felmenőkkel büszkélkedő katolikus volt.

## Karrier
Sógora, Larry Tarr egy fényképészstúdió tulajdonosa volt, a New York-i 5. sugárúton. Ennek a boltnak a kirakatában talált rá a Loews Theatres egyik alkalmazottja Gardner fotójára 1941-ben. Miután sikertelenül próbálta megszerezni a recepcióstól a telefonszámát, hanyagul odavetette, hogy nem ártana a lány anyagát eljuttatni az MGM-hez. Tarr és Gardner testvére ezt rögtön meg is tették. Gardner ekkor még az Atlantic Christian College tanulója volt, de hamarosan részt vett egy interjún az MGM New York-i irodájában. Szerződést ajánlottak neki, ő pedig otthagyva az iskolát Hollywoodba költözött.
Számos filmszerepet (nagyrészt statisztaszerepet) követően az A gyilkosok című 1946-os Hemingway-adaptációval vált igazi hollywoodi sztárrá és szexszimbólummá. A Mogambo című filmben nyújtott alakításáért Oscar-díjra jelölték, ám azt végül Audrey Hepburn kapta a Római vakáció főszerepéért. Többen úgy gondolták, hogy legjobb alakítását Az iguána éjszakája (1964) Maxine Faulkjaként nyújtotta, amiért viszont nem jelölték Oscar-díjra. Grayson Hall az elnyomott Judith Fellowes szerepében viszont kiérdemelt egy jelölést legjobb női mellékszereplőként.

## Magánélete
Röviddel Los Angelesbe érkezése után találkozott Mickey Rooneyval, majd 19 évesen, 1942. január 10-én feleségül is ment hozzá. Egy év múlva elváltak.
Ezután Howard Hughes udvarolt neki, és feleségül is akarta venni, de Gardner visszautasította.
Másodszorra Artie Shaw zenészhez ment feleségül 1945-ben. Ez ismét csak egy évig tartott, és ezalatt a házasság alatt kezdett Gardner egyre gyakrabban a pohárhoz nyúlni.
Harmadik, leghosszabb házasságát Frank Sinatrával kötötte, ez 1951-től 1957-ig tartott. Sinatrát sok támadás érte a pletykasajtótól, amiért otthagyta feleségét, Nancyt, ezért az egzotikus végzet asszonyáért. Sinatra azt is rosszul viselte, hogy az ő karrierje egy helyben állt, míg Gardneré gőzerővel ívelt felfelé. Házasságukat szenvedélyes veszekedések, féltékenykedés és különköltözések jellemezték. Gardner azonban végül újra pályára állította Sinatra színész- és énekeskarrierjét, miután szerepet szerzett neki az Oscar-díjas Most és mindörökké (1953) című filmben. Válásuk után is jó barátok maradtak.
Válása után Spanyolországban barátságot kötött Ernest Hemingwayjel, és beleszeretett a bikaviadalokba.
Legújabb életrajza leszbikus kapcsolataira is fényt derít, elsősorban Lana Turner, Betty Grable és Barbara Payton színésznőkkel.

## London – az utolsó évek
1968-ban Londonba költözött. 1989-ben egy agyvérzés részben megbénította és ágyhoz kötötte, majd 1990. január 25-én, egy tüdőgyulladást követően meghalt. Életrajzi regényét: Ava, My Story címmel még befejezte. Utolsó szavai ezek voltak: „Fáradt vagyok.”
Észak-Karolina államban, Smithfieldben, a Sunset Memorial Parkban helyezték örök nyugalomra.

## Filmjei
- Fancy Answers (1941) (rövidfilm)
- Shadow of the Thin Man (1941)
- H.M. Pulham, Esq. (1941)
- Babes on Broadway (1941)

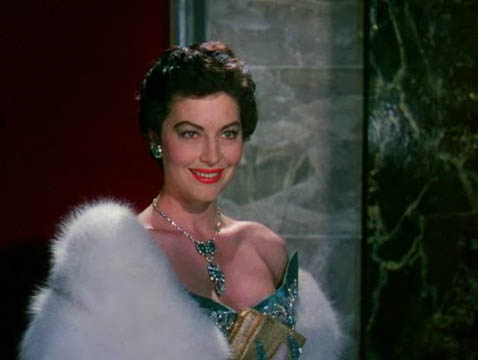
A Mezítlábas grófnő című filmben (1954)

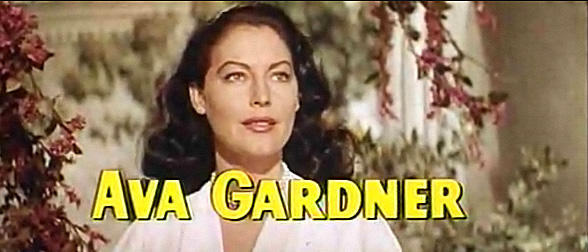
A Bhowani csomópont című filmben (1956)

- We Do It Because- (1942) (rövidfilm)
- Joe Smith – American (1942)
- This Time for Keeps (1942)
- Kid Glove Killer (1942)
- Sunday Punch (1942)
- Calling Dr. Gillespie (1942)
- Mighty Lak a Goat (1942) (rövidfilm)
- Reunion in France (1942)
- Hitler's Madman (1943)
- Ghosts on the Loose (1943)
- Young Ideas (1943)
- Du Barry Was a Lady (1943)
- Swing Fever (1943)
- Lost Angel (1943)
- Two Girls and a Sailor (1944)
- Three Men in White (1944)
- Maisie Goes to Reno (1944)
- Blonde Fever (1944)
- Music for Millions (1944)
- She Went to the Races (1945)
- Whistle Stop (1946)
- A gyilkosok (1946)
- Singapore (1947)
- The Hucksters (1947)
- One Touch of Venus (1948)
- The Bribe (1949)
- The Great Sinner (1949)
- East Side, West Side (1949)
- Show Boat (1951)
- Lone Star (1952)
- A Kilimandzsáró hava (1952)
- A kerekasztal lovagjai (1953)
- Ride, Vaquero! (1953)
- The Band Wagon (1953) (Cameo)
- Mogambo (1953)
- A mezítlábas grófnő (1954)
- Bhowani csomópont (1956)
- The Little Hut (1957)
- Fiesta (1957)
- The Naked Maja (1959)
- On the Beach (1959)
- A piros ruhás angyal (1960)
- 55 nap Pekingben (1963)
- On the Trail of the Iguana (1964)
- Hét májusi nap (1964)
- Az iguána éjszakája (1964)
- A Biblia (1966)
- Vienna: The Years Remembered (1968) (rövidfilm)
- Mayerling (1968)
- Tam-Lin (1970)
- The Life and Times of Judge Roy Bean (1972)
- Földrengés (1974)
- Ölni szabad (1975)
- A kék madár (1976)
- A Kasszandra-átjáró (1976)
- The Sentinel (1977)
- Lángoló város (1979)
- The Kidnapping of the President (1980)
- Priest of Love (1981)
- Regina Roma (1982)
- Hosszú, forró nyár (1985)